# Chasselas d'Alsace
Le chasselas d'Alsace, ou alsace chasselas, ou gutedel, est un vin blanc français produit dans le vignoble d'Alsace à partir des cépages chasselas B et chasselas Rs. Il s'agit d'une dénomination de cépage au sein de l'appellation alsace.
Parmi les vins d'Alsace, c'est un vin blanc beaucoup moins aromatique que le riesling, le pinot gris et surtout le gewurztraminer ; en conséquence il n'est pas classé parmi les « cépages nobles » alsaciens et est généralement vendu en assemblage avec du sylvaner sous le nom d'edelzwicker. Produit avec des rendements élevés, il donne des vins qualifiés le plus souvent de légers et de désaltérants.

## Histoire
Les origines du cépage chasselas sont inconnues. L'ampélographe Pierre Galet l'affirme originaire de Suisse.
L'appellation d'origine « vins d'Alsace » est créée par l'ordonnance du 2 novembre 1945, puis devient appellation d'origine contrôlée par le décret du 3 octobre 1962, avant que ne soient définis des dénominations de cépage en 1971 ainsi que le cahier des charges de la production et de la commercialisation (décrets du 2 janvier 1970 et du 30 juin 1971) achevé par l'obligation de la mise en bouteille (loi du 5 juillet 1972) dans des flûtes (décret du 30 juin 1971).
Après avoir été un des principaux cépages alsaciens, sa présence dans le vignoble d'Alsace est désormais anecdotique, passant de 10 % de la surface en 1969 (1 001 hectares) à 0,6 % en 2009 (97 hectares). Le cahier des charges de la dénomination est celui de l'appellation alsace, dernièrement modifié en mai 2025.

### Étymologie
La dénomination porte le nom de la région, dont la signification donne lieu à plusieurs théories.
En alsacien, « Alsace » se dit Elsass anciennement écrit Elsaß : 
- 'El- vient de l'alémanique Ell qui signifie l'Ill, la principale rivière alsacienne qui traverse la région du sud au nord.
- Saß vient du verbe sitzen (se trouver, être assis).

Littéralement, Elsass signifierait donc « le lieu où se trouve l'Ill » soit le « Pays de l'Ill ».
Quant au mot chasselas, il s'agit du nom des cépages de la dénomination : le chasselas B et le chasselas Rs, dont le nom fait référence à la commune bourguignonne de Chasselas (dans le département de Saône-et-Loire).

## Situation géographique

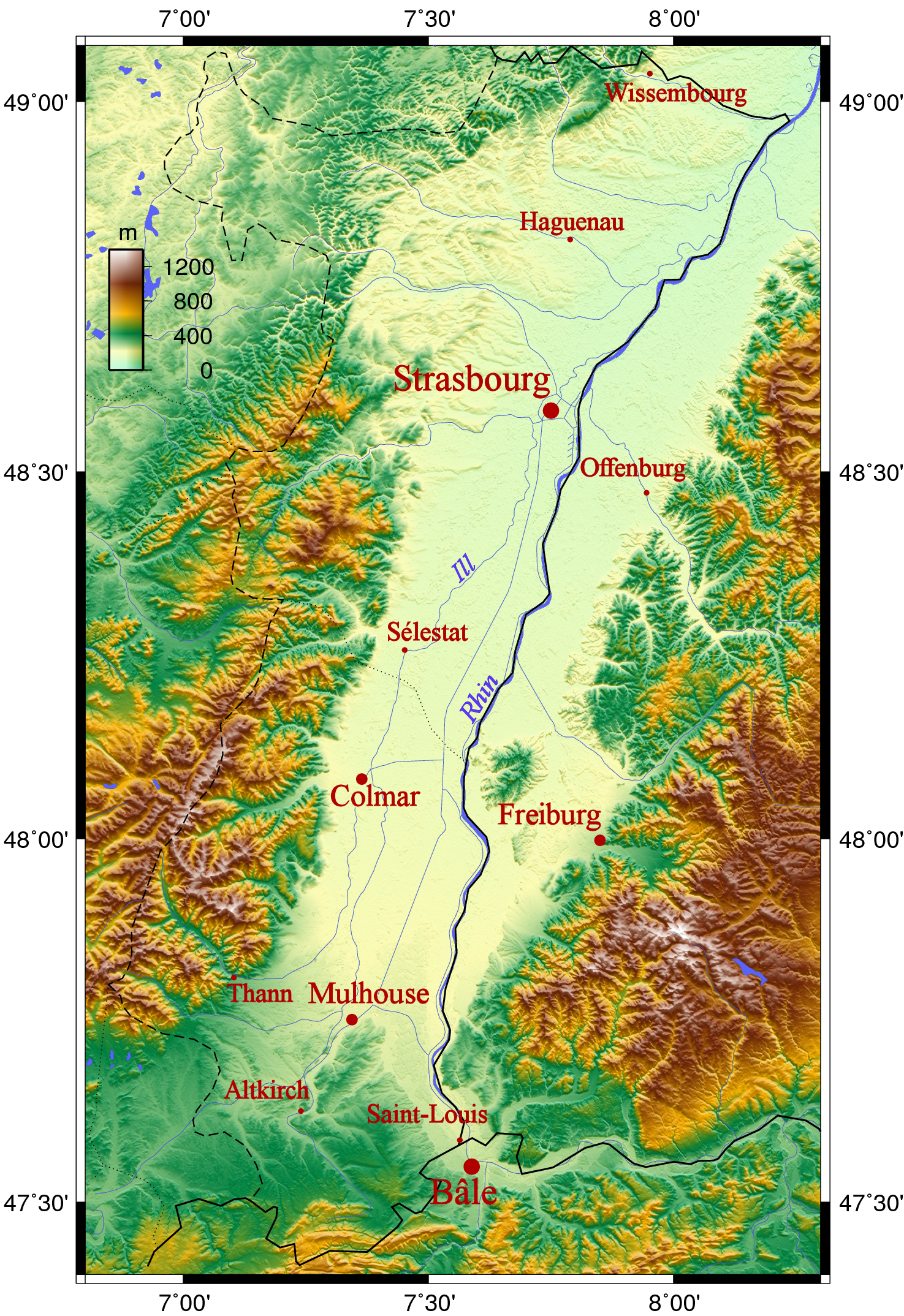
Carte du relief de l'Alsace.

Le chasselas d'Alsace est produit en France, dans la région Alsace, plus précisément il peut l'être sur presque l'ensemble du vignoble d'Alsace, à l'exclusion des petites aires de production de l'appellation alsace grand cru. Il peut donc être produit de Wissembourg au nord (à la frontière avec l'Allemagne) à Thann au sud, sur 180 kilomètres de façon discontinue.

### Géologie et orographie
Les rares parcelles produisant du chasselas sont sur la plaine d'Alsace. Cette plaine occupe la partie sud du fossé rhénan, né d'un effondrement durant l'Oligocène et le Miocène (-33 à -5 millions d'années).
Elle est composée d'une épaisse couche d'alluvions déposées par le Rhin (limons et graviers), c'est une zone beaucoup plus fertile que les coteaux, avec une importante nappe phréatique à moins de cinq mètres de profondeur.

### Climatologie
À l'ouest, les Vosges protègent du vent et de la pluie la région de production des vins d'Alsace. Les vents d'ouest dominants perdent leur humidité sur le versant occidental des Vosges et parviennent sous forme de foehn, secs et chauds, dans la plaine d'Alsace. La quantité moyenne de précipitations est la plus faible de tous les vignobles français.
De ce fait, le climat est bien plus sec (Colmar est la station la plus sèche de France) et un peu plus chaud (avec une température annuelle moyenne plus haute de 1,5 °C) que ce qui serait attendu à cette latitude. Le climat est continental et sec avec des printemps chauds, des étés secs et ensoleillés, de longs automnes et des hivers froids.
La station météo de Strasbourg (150 mètres d'altitude) se trouve à l'extrémité nord de l'aire d'appellation, mais au bord du Rhin. Ses valeurs climatiques de 1961 à 1990 sont :
| Mois                              | jan. | fév. | mars | avril | mai  | juin | jui. | août | sep. | oct. | nov. | déc. | année |
| --------------------------------- | ---- | ---- | ---- | ----- | ---- | ---- | ---- | ---- | ---- | ---- | ---- | ---- | ----- |
| Température minimale moyenne (°C) | −1,7 | −0,9 | 1,6  | 4,6   | 8,6  | 11,7 | 13,4 | 13,1 | 10,3 | 6,5  | 2,1  | −0,7 | 5,7   |
| Température moyenne (°C)          | 0,9  | 2,5  | 6    | 9,6   | 13,8 | 17   | 19,1 | 18,6 | 15,5 | 10,6 | 5,2  | 1,9  | 10,1  |
| Température maximale moyenne (°C) | 3,5  | 5,8  | 10,4 | 14,6  | 19   | 22,2 | 24,7 | 24,2 | 20,8 | 14,7 | 8,2  | 4,5  | 14,4  |
| Ensoleillement (h)                | 42   | 78   | 122  | 161   | 197  | 212  | 240  | 215  | 168  | 101  | 58   | 43   | 1 637 |
| Précipitations (mm)               | 33,1 | 34,3 | 36,6 | 48    | 74,5 | 74,6 | 56,8 | 67,8 | 55,5 | 43   | 46,6 | 39,9 | 610,5 |

La station météo de Colmar (209 mètres d'altitude) se trouve au milieu de l'aire d'appellation, mais en plaine. Ses valeurs climatiques de 1961 à 1990 sont :
| Mois                              | jan. | fév. | mars | avril | mai  | juin | jui. | août | sep. | oct. | nov. | déc. | année |
| --------------------------------- | ---- | ---- | ---- | ----- | ---- | ---- | ---- | ---- | ---- | ---- | ---- | ---- | ----- |
| Température minimale moyenne (°C) | −2,1 | −1,1 | 1,4  | 4,5   | 8,3  | 11,5 | 13,3 | 12,9 | 10,2 | 6,3  | 1,8  | −1   | 5,5   |
| Température moyenne (°C)          | 0,9  | 2,6  | 6,1  | 9,7   | 13,8 | 17,1 | 19,3 | 18,8 | 15,8 | 10,9 | 5,3  | 1,9  | 10,2  |
| Température maximale moyenne (°C) | 3,8  | 6,3  | 10,8 | 15    | 19,3 | 22,7 | 25,3 | 24,7 | 21,5 | 15,5 | 8,7  | 4,8  | 14,9  |
| Ensoleillement (h)                | 53   | 83   | 128  | 165   | 200  | 223  | 246  | 222  | 176  | 117  | 68   | 52   | 1 724 |
| Précipitations (mm)               | 35,5 | 32,2 | 37,7 | 46,7  | 67   | 67,2 | 59,3 | 63,3 | 46,7 | 37,9 | 47,7 | 40,2 | 581,4 |

La station météo de l'aéroport Bâle-Mulhouse (267 mètres d'altitude) se trouve à l'extrémité sud de l'aire d'appellation, encore une fois en plaine. Ses valeurs climatiques de 1961 à 1990 sont :
| Mois                              | jan. | fév. | mars | avril | mai  | juin | jui. | août | sep. | oct. | nov. | déc. | année |
| --------------------------------- | ---- | ---- | ---- | ----- | ---- | ---- | ---- | ---- | ---- | ---- | ---- | ---- | ----- |
| Température minimale moyenne (°C) | −2,2 | −1,1 | 1,4  | 4,3   | 8,3  | 11,5 | 13,5 | 13,2 | 10,6 | 6,7  | 1,9  | −1,1 | 5,6   |
| Température moyenne (°C)          | 0,8  | 2,5  | 5,9  | 9,4   | 13,5 | 16,9 | 19,2 | 18,7 | 15,7 | 11,1 | 5,3  | 1,8  | 10,1  |
| Température maximale moyenne (°C) | 3,8  | 6,2  | 10,3 | 14,4  | 18,8 | 22,2 | 24,8 | 24,1 | 20,9 | 15,4 | 8,8  | 4,8  | 14,6  |
| Ensoleillement (h)                | 65   | 86   | 124  | 164   | 197  | 218  | 250  | 222  | 175  | 126  | 80   | 61   | 1 768 |
| Précipitations (mm)               | 53,9 | 50,5 | 49,5 | 58,5  | 76,3 | 73,6 | 62,9 | 79,9 | 54,7 | 49,2 | 58,1 | 54,5 | 721,7 |

## Vignoble

Carte de l'aire d'appellation et localisation des grands crus.

### Présentation
La dénomination alsace-chasselas peut être produite sur l'ensemble des communes du vignoble d'Alsace faisant partie de l'aire de production de l'appellation alsace, soit sur 119 communes.
L'aire sur laquelle poussent les deux types de chasselas en 2009 est de 97 hectares, ce qui est négligeable par rapport à l'aire totale de l'appellation alsace qui est de 11 703 hectares, la part du chasselas étant de 0,8 % de la surface plantée. Cette aire est en constante diminution depuis la seconde moitié du XXe siècle, elle était encore de 143 hectares en 2000 (soit 1 % du vignoble de l'époque).

### Encépagement

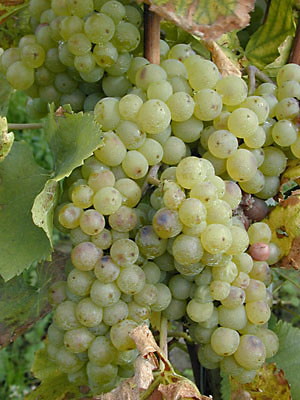
Grappe de chasselas B, ici dans le pays de Bade.

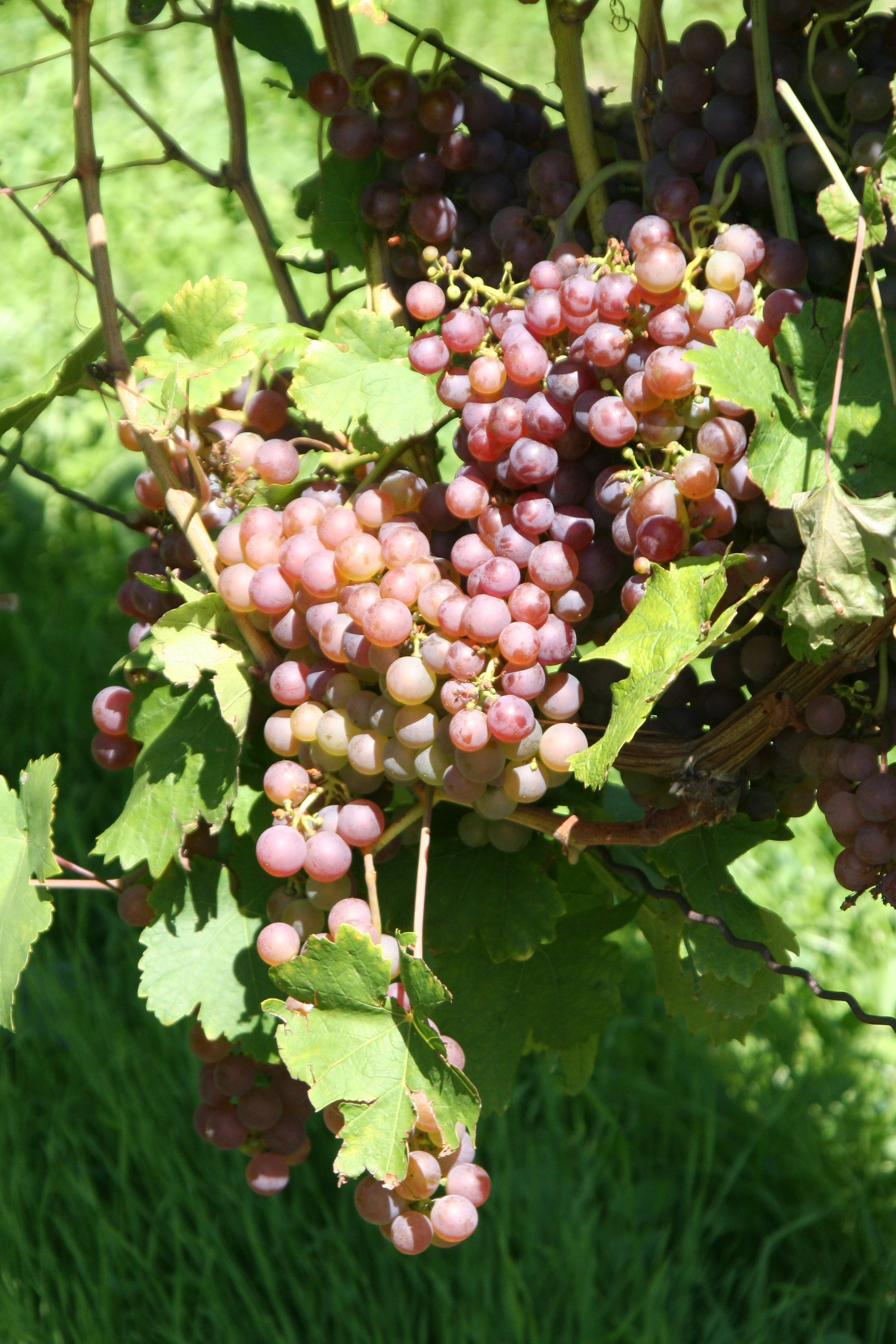
Grappe de chasselas Rs, ici dans le Wurtemberg.

Il y a deux cépages différents qui portent le nom de chasselas : le chasselas B (appelé Gutedel, Weißer Gutedel ou Grüner Gutedel en Allemagne, fendant, dorin ou perlant en Valais, Wälscher ou Moster en Autriche, Golden Chasselas ou White Chasselas en Californie et en Australie) et le chasselas Rs (appelé Roter Gutedel en Allemagne).
Les deux sont appelés en alsacien Gutedel ou Guetedel.
Se sont tous les deux des cépages très précoces, débourrant dès la fin mars.

### Rendements
En 2009, les rendements autorisés étaient de 80 hectolitres par hectare, sans plafond limite de classement.

## Vins
La production de chasselas au sein de l'appellation alsace est très faible, de l'ordre de 7 000 hectolitres en 2009, au milieu des autres vins d'Alsace (qui totalisent tous ensemble 868 334 hectolitres de vin).
La majorité de la production fait partie d'assemblages tel que l'edelzwicker, en général avec du sylvaner, mais quelques producteurs le proposent en mono-cépage.

### Vinification et élevage
Le jour de la vendange, à l'arrivée au chai, le raisin est foulé et pressé pour séparer le moût du marc de raisin. Pour ce travail, les pressoirs pneumatiques remplacent progressivement les pressoirs horizontaux à plateau. Puis le moût est mis en cuve pour le débourbage, qui est le soutirage du jus sans les bourbes, soit par filtrage, soit par décantation en attendant qu'elles se déposent au fond de la cuve.
La fermentation alcoolique débute sous l'action de levures indigènes ou de levures sélectionnées introduites lors du levurage : cette opération transforme le sucre du raisin en alcool. La maîtrise de la température de fermentation par un système de réfrigération permet d'exprimer le potentiel aromatique du produit.
La fermentation achevée au bout d'un mois, le vin est soutiré afin d'éliminer les lies. La fermentation malolactique n'est généralement pas réalisée, bloquée par un sulfitage pour conserver son acidité au vin. Ce dernier peut être stocké en cuve pour le préparer à l'embouteillage ou élevé en barrique ou foudres de bois de chêne.
Le vin est soutiré, puis généralement de nouveau filtré avant le conditionnement en bouteilles, dès février ou mars.

### Gastronomie
Le chasselas d'Alsace est un vin blanc à la robe claire, avec un nez et une bouche au goût très discret.
Il est considéré comme inférieur aux « vins nobles » que sont le riesling, le pinot gris et le gewurztraminer.

### Type de bouteilles
Les vins d'Alsace doivent être mis en bouteille uniquement dans des flûtes, bouteilles du type « à vin du Rhin » de 75 centilitres, règlementées par des décrets.